# Svenska mästerskapen i längdskidåkning 1910
Svenska mästerskapen i längdskidåkning 1910 arrangerades i Härnösand.

## Medaljörer, resultat

### Herrar
| Gren             | Guld                  | Guld           | Guld          | Silver             | Silver        |               | Brons              | Brons         |  |
| 30 km            | Nils Adolf Hedjersson | Djurgårdens IF | 2.59.00       | Harald Ahrman      | Jokkmokks SK  |               | Bernhard Strömberg | IFK Härnösand |  |
| 60 km            | Johan Petter Nordlund | Jokkmokks SK   | 6.05.24       | Bernhard Strömberg | IFK Härnösand |               | Haldo Hansson      | Östersunds SK |  |
| Lagtävling 30 km | Ingen tävling         | Ingen tävling  | Ingen tävling | Ingen tävling      | Ingen tävling | Ingen tävling | Ingen tävling      | Ingen tävling |  |
| Lagtävling 60 km | Ingen tävling         | Ingen tävling  | Ingen tävling | Ingen tävling      | Ingen tävling | Ingen tävling | Ingen tävling      | Ingen tävling |  |

### Webbkällor
- Svenska Skidförbundet